# أولاد لغليمي (أولاد امحية)
أولاد لغليمي هو دُوَّار يقع بجماعة لحدار، إقليم آسفي، جهة مراكش آسفي في المملكة المغربية. ينتمي الدوّار لمشيخة أولاد امحية التي تضم 24 دوار. يقدر عدد سكانه بـ 86 نسمة حسب الإحصاء الرسمي للسكان والسكنى لسنة 2004.

## روابط خارجية
- البوابة الوطنية للجماعات الترابية
- المندوبية السامية للتخطيط